# Chiusa di Ceraino

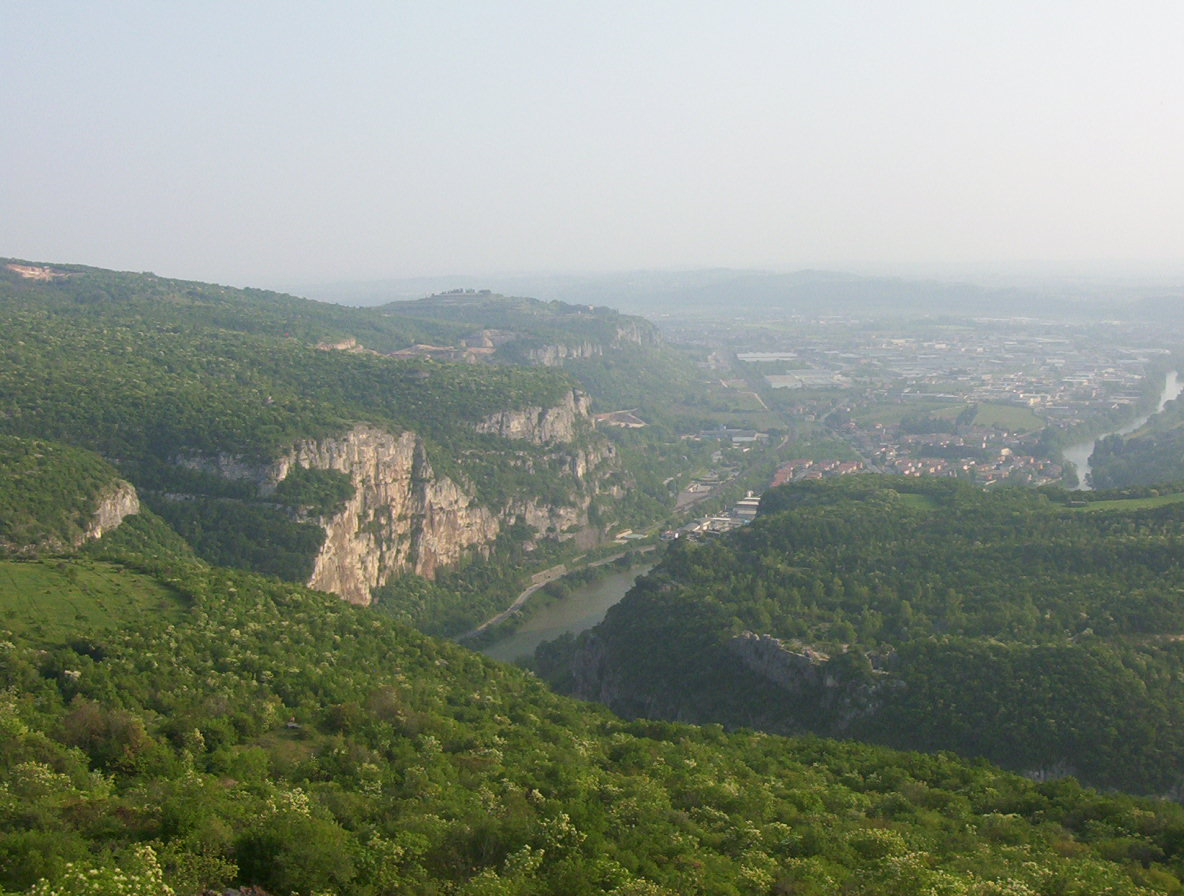
La Chiusa di Ceraino, vista en dirección sur desde forte Monte.

La Chiusa di Ceraino es un tramo de la Vallagarina en las cercanías de la aldea de Ceraino, en el municipio de Dolcè, donde el río Adigio atraviesa un estrecho valle entre Monte Pastello y las colinas en torno a Rivoli.
A través de la zona pasa la carretera estatal del Brennero y el ferrocarril del Brennero (íntegramente por un túnel subterráneo).

## Geografía

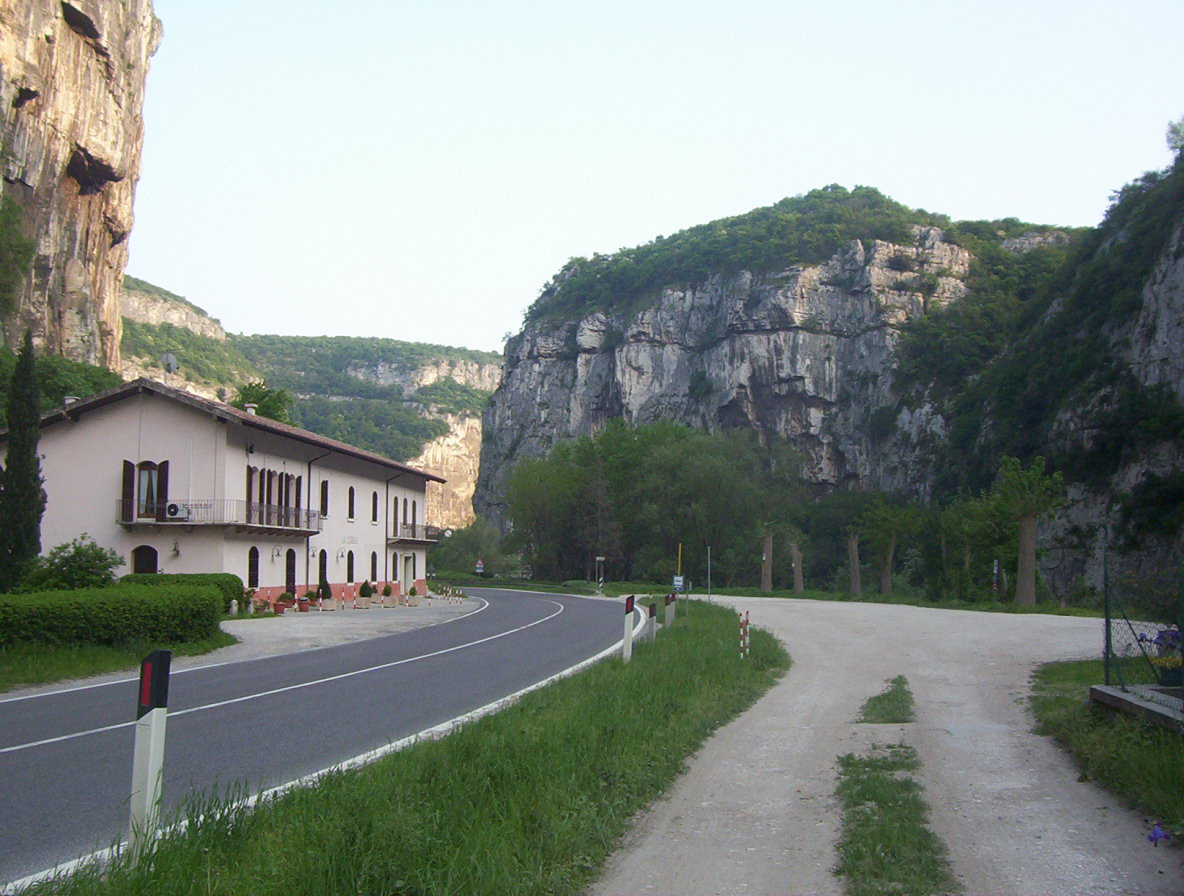
La carretera estatal del Brennero a su paso por la Chiusa

El tramo identificado como Chiusa comienza al norte junto al grupo de casas de Ceraino, y termina alrededor de 2,5 km río abajo junto a la aldea de Volargne. En este tramo, el río Adigio se ve obligado pasa por un espectacular desfiladero que forma un par de pronunciadas curvas.
Esta conformación se originó por la posición transversal que ha tomado el monte Pastello con relación a la dirección del valle, gracias a los movimientos tectónicos más recientes (fase eoalpina, último millón de años). Esta posición ha impedido el curso normal del río que desde Vallagarina conduce hacia Verona y al valle del Po.
Otro aspecto que ha caracterizado la formación de esta garganta es la constitución de las paredes de piedra caliza oolítica, particularmente resistente a la erosión que así forzó al río a formar su tortuoso cauce.

## Fortificaciones
La geografía de la zona,  que la convierte en uno de los pasos obligatorios hacia el Brennero, le ha conferido una cierta importancia estratégico-militar.
En 1700 existía un pequeño fuerte veneciano que fue ocupado en 1701, en los preludios de la Guerra de Sucesión Española, por las tropas franco-españolas para impedir el paso del ejército austriaco hacia el Ducado de Milán. En este puesto se encontraba Íñigo de la Cruz Manrique de Lara conde de Aguilar en mayo de 1701, durante la inspección que realizó el Príncipe Eugenio de Saboya desde las líneas enemigas, días antes de empezar las hostilidades.
En las proximidades de la Chiusa, en 1797 Napoleón Bonaparte dirigió una importante batalla. Alrededor de 1850 el Imperio austríaco fortificó la zona con la construcción de 4 fuertes para la defensa de la Chiusa. En particular, el fuerte de la Chiusa se utilizó para el control de la carretera. Estas fortificaciones recibieron el nombre de las fortificaciones del grupo de Rivoli.
En 1866, con la anexión del Véneto al Reino de Italia, la zona quedó bajo control italiano. El Ejército Real reforzó posteriormente las fortificaciones, invirtiendo la dirección de tiro de artillería (de sur a norte), ya que se encontraba a corta distancia de la frontera con Austria.